# Luminous (音楽グループ)
Luminous（ルミナス）は、日本の女性歌手グループ。
所属事務所はデュアリスミュージック。
音楽大学を卒業した女性4人がクラシック、ポップス、日本歌曲を歌唱する。
「Luminous」は「光を発する」という意味。

## メンバー
- 村田 ゆう子（むらた ゆうこ）
コロラトゥーラソプラノ
東京音楽大学音楽学部声楽学科オペラコース卒業
同大学研究科オペラコース修了
二期会会員
- 橋本 朗子（はしもと あきこ）
ソプラノ
国立音楽大学音楽学部声楽学科卒業
二期会会員
- 石原 陽香瑠（いしはら ひかる）（陽香留）
メゾソプラノ
洗足学園音楽大学声楽コース卒業卒業

### 過去のメンバー
- 柏木 さゆり（かしわぎ さゆり）
ソプラノ
国立音楽大学音楽学部声楽学科卒業
同大学院音楽研究科修士課程声楽専攻(オペラコース)修了。
2014年11月より活動休止中
- 梶原 ひろみ（かじわら ひろみ）
ソプラノ
大阪芸術大学演奏学科声楽コース卒業
2017年12月卒業
- 珍田 さほり（ちんだ さほり）
ソプラノ
国立音楽大学音楽学部声楽学科卒業
2020年11月卒業
- 高橋 香緒里（たかはし かおり）
ソプラノ
東京藝術大学声楽科卒業
2020年10月加入。2022年12月、結婚に伴い卒業

## 略歴
2014年にオーディションによって結成。デビューは第90回日本学生選手権水泳競技大会においての国歌斉唱。
2015年11月、柏木が劇団四季デビューのため活動休止。新メンバーとして珍田が加入。
2017年12月、梶原がソロ活動に力を入れるため卒業。オーディションにより新メンバーとして石原陽香瑠（陽香留）が加入。
2020年2月、珍田が結婚により卒業。

## 主な活動
- 2014年
  - 9月5日：「第90回日本学生選手権水泳競技大会」において国歌斉唱
  - 9月29日：有楽町マリオン「クリスマスイルミネーション点灯式」『30周年Anniversary Christmas』
  - 12月20日：Luminousコンサートシリーズ「Time for Healing vol.1」
- 2015年
  - 1月26日：DualisMusic Presents「NEW YEAR CONCERT 2015」
  - 5月26日：Luminousコンサートシリーズ「Time for Healing vol.2」
  - 7月23日：Luminousコンサートシリーズ「Time for Healing vol.3」
  - 9月23日：普門寺「お寺の音楽会」
  - 9月26日：Luminousコンサートシリーズ「Time for Healing vol.4」
  - 9月26日：豪華客船「飛鳥Ⅱ」チャータークルーズ 乗船
  - 11月21日：「つくばマラソン祭り」前夜祭出演
  - 10月24日：「第39回土浦市産業祭」出演
  - 11月28日：Luminousコンサートシリーズ「Time for Healing vol.5」
  - 12月22日：OOTEMORIクリスマスコンサート出演
  - 12月26日：朝日新聞「気軽にオペラ!年の瀬コンサート」出演
- 2016年
  - 1月23日：DualisMusic Presents「NEW YEAR CONCERT 2016」出演
  - 1月25日：「JRA表彰式」でオープニング歌唱
  - 2月20日：Luminousコンサートシリーズ「Time for Healing vol.6」
  - 4月26日：東京ニューシティ管弦楽団と共演
  - 4月30日 - 5月4日：豪華客船「ダイヤモンド・プリンセス」チャータークルーズ 乗船
  - 5月26日：Luminousコンサートシリーズ「Time for Healing vol.7」
  - 8月20日：Luminousコンサートシリーズ「Time for Healing vol.8」
  - 10月15日 - 24日：豪華客船「飛鳥Ⅱ」日本一周クルーズ 乗船
  - 11月17日：「第10回アジア水泳選手権大会」にて国家斉唱
  - 12月8日：Luminousコンサートシリーズ「Time for Healing vol.9」
- 2017年
  - 3月7日：Luminousコンサートシリーズ「Time for Healing vol.10」
  - 6月13日：Luminousコンサートシリーズ「Time for Healing vol.11」
  - 9月20日：Luminousコンサートシリーズ「Time for Healing vol.12」
  - 10月：「2017年世界体操競技選手権」テレビ朝日アンセム曲「Unlimited」(KAZSHIN作曲) 歌唱
  - 11月28日 - 30日：豪華客船「ぱしふぃっくびいなす」チャータークルーズ 乗船
  - 12月18日：Luminousコンサートシリーズ「Time for Healing vol.13」
- 2018年
  - 4月28日 - 5月6日：豪華客船「MSCスプレンディダ号」日本一周クルーズ 乗船
- 2019年
  - 4月24日：キングレコードよりメジャーデビュー[1]。

## ディスコグラフィ

### シングル
|     | 発売日        | タイトル   | 規格品番 | 収録曲                                                                                |
| --- | ------------- | ---------- | -------- | ------------------------------------------------------------------------------------- |
| 1st | 2019年1月29日 | ひかりの蕾 | 不明     | 1. ひかりの蕾 2. カッチーニのアヴェマリア 3. ジュピター 4. ひかりの蕾（Instrumental） |

### アルバム
|     | 発売日        | タイトル | 規格品番  | 収録曲 | 備考                                    |
| --- | ------------- | -------- | --------- | --- | --------------------------------------- |
| 1st | 2019年4月24日 | Voices   | KICS-3793 | 1. ルミナスのアヴェ・マリア 2. 瑠璃色の地球 3. ふるさと 4. Libertango 5. Sail for Dreams 6. ジュピター 7. ひかりの蕾 8. さくらさくら（日本古謡） 9. 夜の女王のアリア 10. カッチーニのアヴェ・マリア 11. Luminous Sky☆ | デビューアルバム ※☆は初回限定盤のみ収録 |